# 90450 Cyriltyson
90450 Cyriltyson este un asteroid din centura principală de asteroizi.

## Descriere
90450 Cyriltyson este un asteroid din centura principală de asteroizi. A fost descoperit pe 28 ianuarie 2004 în cadrul proiectului CSS. Asteroidul prezintă o orbită caracterizată de o semiaxă mare de 3,19 ua, o excentricitate de 0,06 și o înclinație de 20,4° în raport cu ecliptica.